# Nyctemera tertiana
Nyctemera tertiana là một loài bướm đêm thuộc phân họ Arctiinae, họ Erebidae.